# Kong Yaqi
Kong Yaqi (Ningbo, 24 de janeiro de 2008) é uma nadadora chinesa.

## Carreira
Yaqi nasceu em 24 de janeiro de 2008. Ela cresceu em Ningbo, Zhejiang, China. Ela começou a nadar aos quatro anos e então treinou regularmente nos anos seguintes, ganhando muitos campeonatos juvenis da área. Ela frequentou a Escola Primária Shaocheng e depois a Escola Meishan para o ensino médio. No campeonato provincial em novembro de 2022, Yaqi foi a medalhista de ouro nos 100m livre feminino e 200m livre, competindo na faixa etária de 14 a 16 anos.
Ela ganhou uma medalha de prata no revezamento 4×200m livre no Campeonato Nacional de Natação de 2023 e, mais tarde naquele ano, ganhou o bronze como individual nos Jogos Nacionais de Estudantes nos 100 metros livre e ouro como parte da equipe de revezamento 4×200m livre de Ningbo. No Campeonato Nacional de Natação da Primavera de 2024, realizado em março de 2024, ela ganhou ouro nos 200m livre e prata nos 100m livre e 400m livre. No mês seguinte, ela competiu no Campeonato Nacional de Natação e ficou em quinto lugar nos 200m livre, ganhando também prata no revezamento 4×200m livre.
Yaqi foi selecionada para competir nas Olimpíadas de Verão de 2024 no revezamento 4×200m livre. Aos 16 anos, ela foi a nadadora olímpica mais jovem de 2024 de sua província. Ela competiu na fase preliminar das Olimpíadas e ajudou a equipe chinesa de revezamento a ganhar a medalha de bronze.